# Шемри-сюр-Бар
Шемри́-сюр-Бар (фр. Chémery-sur-Bar) — коммуна во Франции, находится в регионе Шампань — Арденны. Департамент — Арденны. Входит в состав кантона Рокур-э-Флаба. Округ коммуны — Седан.
Код INSEE коммуны — 08115.
Коммуна расположена приблизительно в 210 км к северо-востоку от Парижа, в 85 км северо-восточнее Шалон-ан-Шампани, в 22 км к юго-востоку от Шарлевиль-Мезьера.

## Население
Население коммуны на 2008 год составляло 446 человек.
| 1962 | 1968 | 1975 | 1982 | 1990 | 1999 | 2008 |
| ---- | ---- | ---- | ---- | ---- | ---- | ---- |
| 355  | 406  | 373  | 403  | 418  | 437  | 446  |

## Экономика
В 2007 году среди 287 человек в трудоспособном возрасте (15—64 лет) 213 были экономически активными, 74 — неактивными (показатель активности — 74,2 %, в 1999 году было 67,9 %). Из 213 активных работали 197 человек (115 мужчин и 82 женщины), безработных было 16 (9 мужчин и 7 женщин). Среди 74 неактивных 21 человек были учениками или студентами, 28 — пенсионерами, 25 были неактивными по другим причинам.

## Достопримечательности
- Церковь Сен-Сюльпис[фр.]. Исторический памятник с 1920 года.[3]
- Церковь Нотр-Дам[фр.] (XII век). Исторический памятник с 1958 года.[4]
- Крытый рынок XIX века.

## Фотогалерея

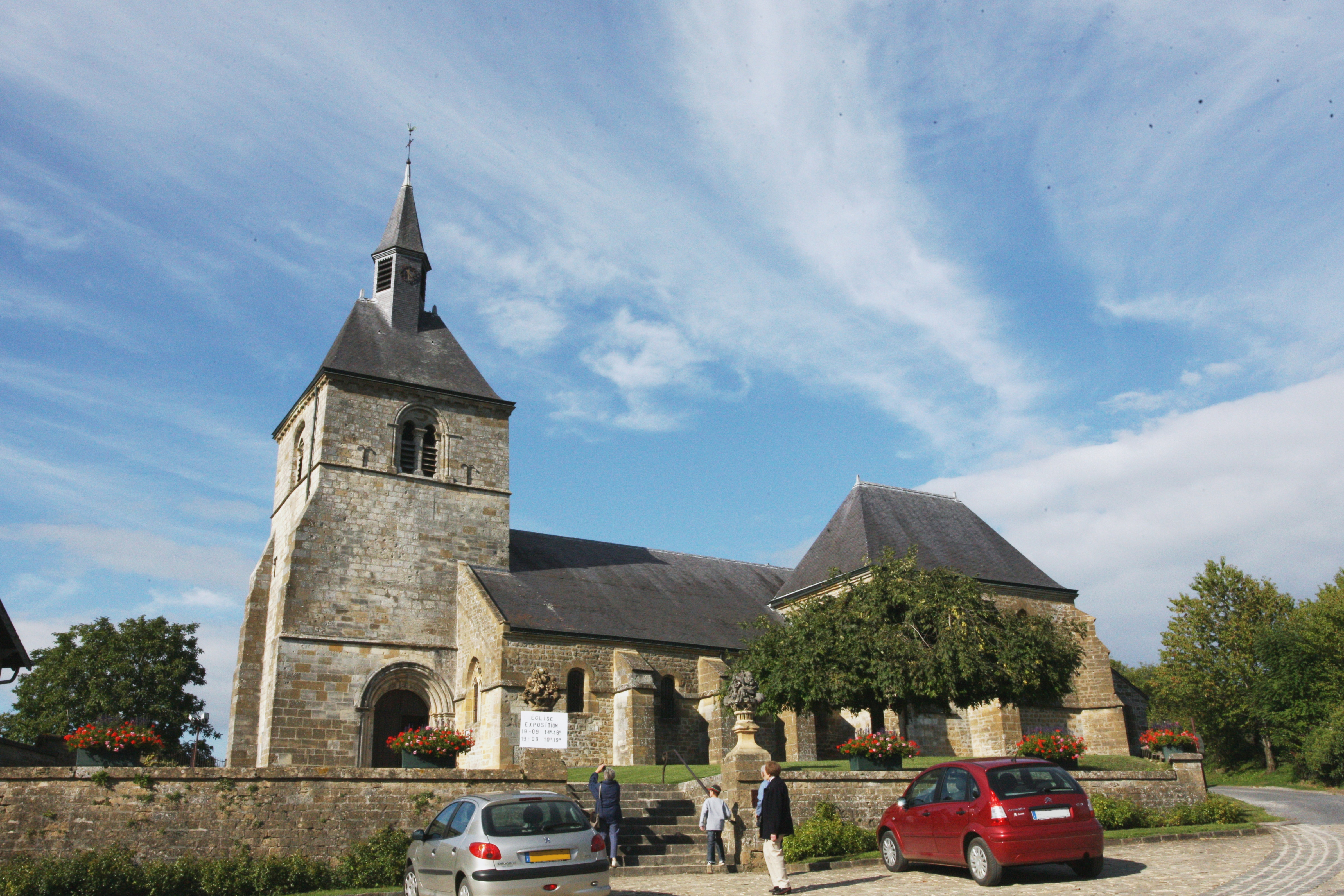
Церковь Сен-Сюльпис
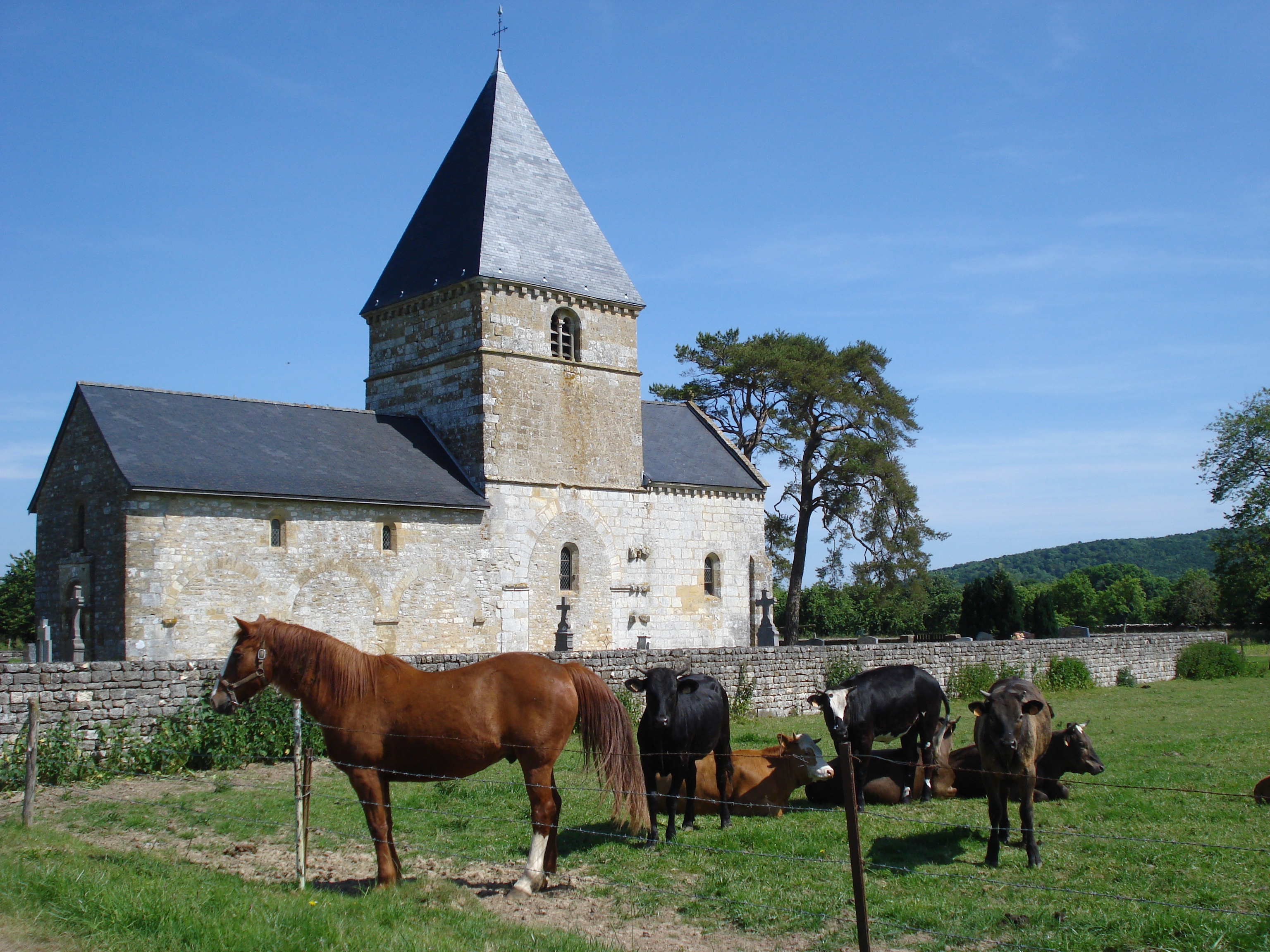
Церковь Нотр-Дам
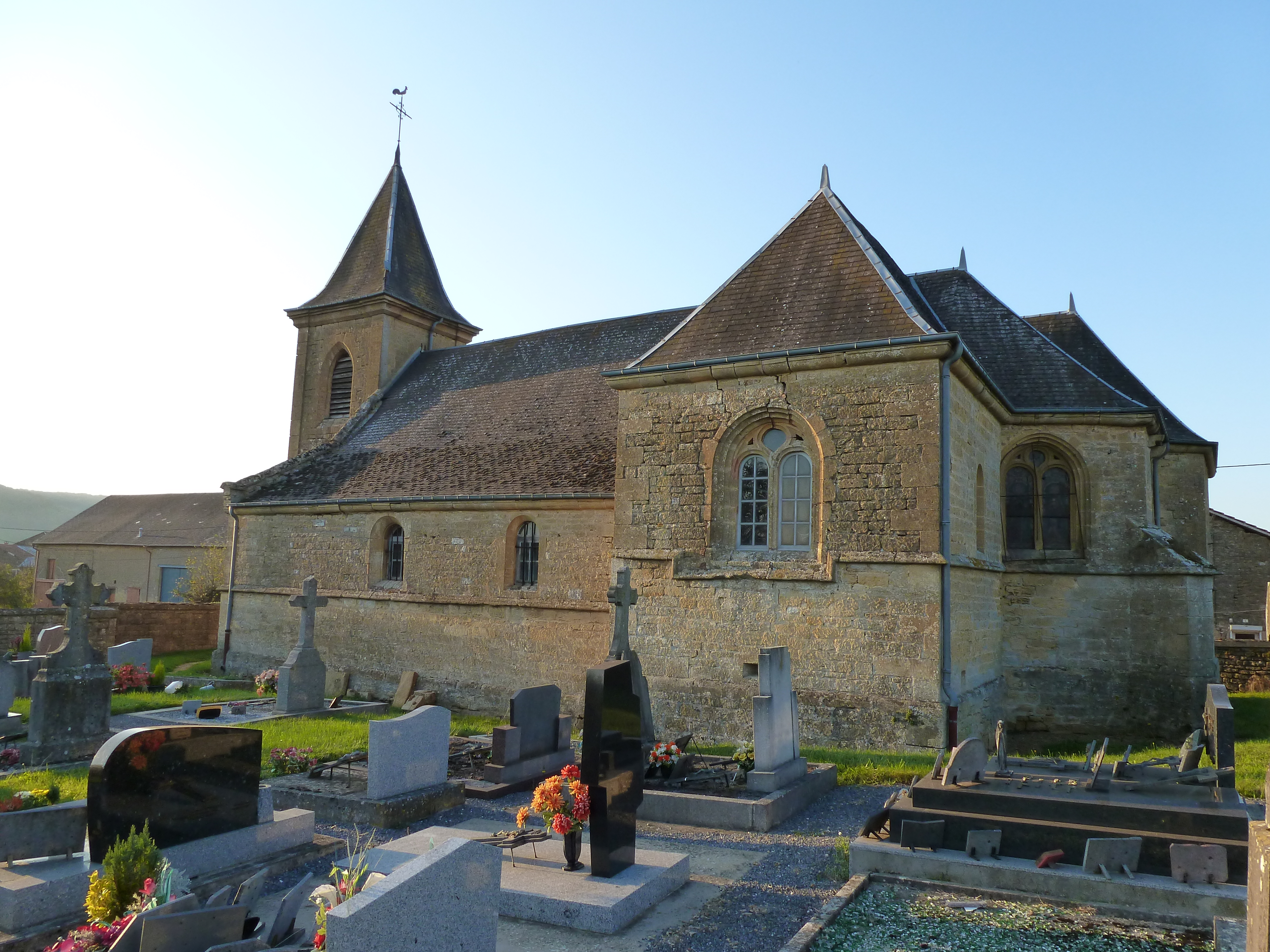
Церковь Сен-Бартелеми
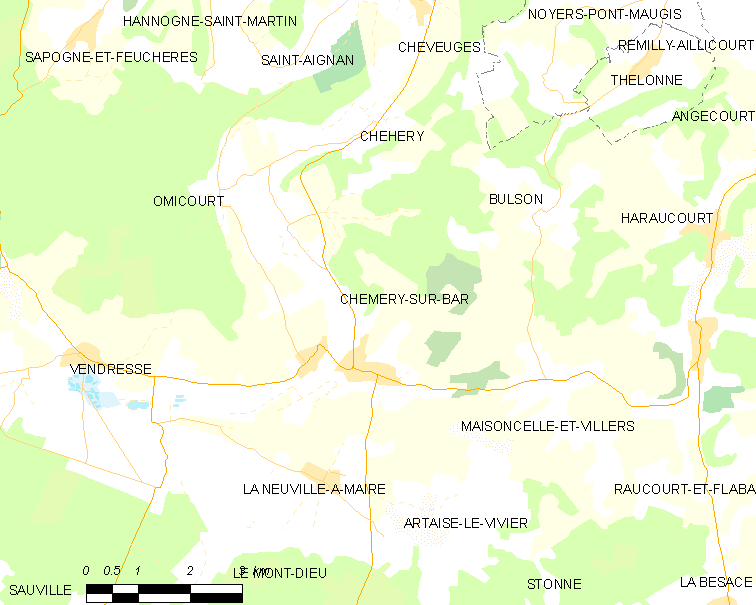
Карта коммуны